# Зевенар
Зевенар (нидерл. Zevenaar) — община и город в провинции Гелдерланд в восточных Нидерландах, недалеко от границы с Германией.  Население на 2012 год составило 32432 человек.

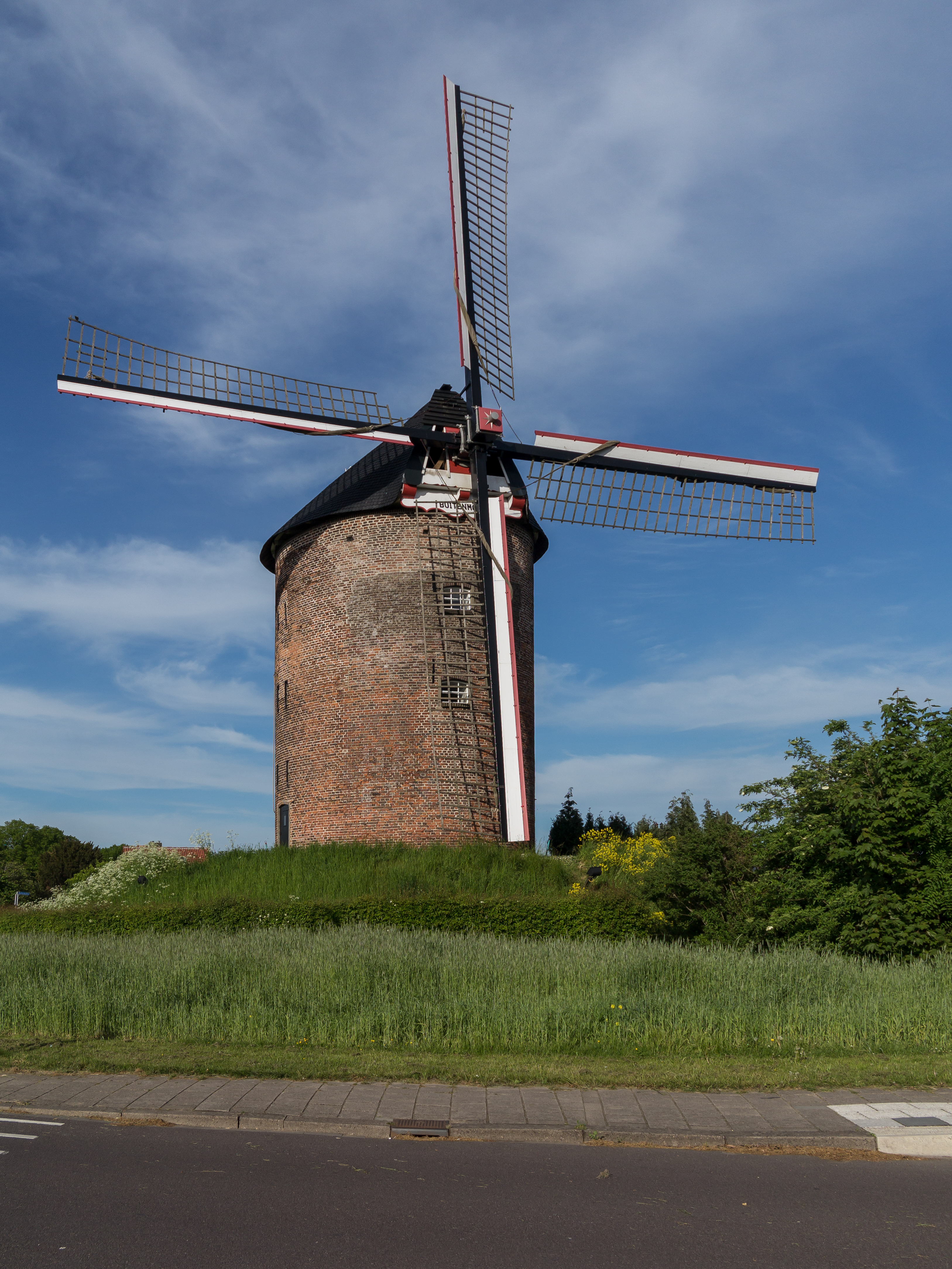
Старая мельница

## Крупные деревни
- Ангерло
- Бабберич
- Гибик
- Латум
- Ууй
- Хервен
- Од Зевенар
- Зевенар

## Известные уроженцы и жители
- Филлип Коку — футболист, игрок сборной Нидерландов.
- Эсме Дентерс — нидерландская певица.